# Diocèse des Cayes
Le diocèse des Cayes est une circonscription territoriale de l'Église catholique en Haïti dans le département du Sud. Il fait partie de la province ecclésiastique de Port-au-Prince. L'évêque des Cayes est Mgr Chibly Langlois depuis les 15 août 2011.

## Histoire
Le diocèse des Cayes a été érigé le 3 octobre 1861, en même temps que l'archidiocèse de Port-au-Prince et les diocèses des Gonaïves, de Cap-Haïtien et de Port-de-Paix par division de l'archidiocèse de Saint-Domingue, jusque-là seul diocèse de l'île d'Hispaniola.
Le premier évêque du nouveau diocèse n'a été nommé qu'en 1893. Par la suite il a perdu des territoires lorsque furent érigés les diocèses de Jérémie en 1972 et d'Anse-à-Veau et Miragoâne en 2008.

## Liste des évêques des Cayes
- Jean-Marie Alexandre Morice (1893 - 1914)
- Ignace-Marie Le Ruzic (1916 - 1919)
- Jules-Victor-Marie Pichon (1919 - 1941)
- François-Joseph Person (1941 - 1941)
- Jean Louis Collignan, O.M.I. (1942 - 1966)
- Jean-Jacques Claudius Angénor (1966 - 1988)
- Jean Alix Verrier (1988 - 2009)
- Guire Poulard (2009 - 2011)
- Chibly Langlois (2011-)